# Johannes Frizen
Johannes Frizen (* 28. März 1949 in Bonn) ist ein deutscher Landwirt und Tierzüchter, er war von 2005 bis 2017 Präsident der Landwirtschaftskammer Nordrhein-Westfalen und von 2012 bis Januar 2018 Präsident des Verbandes der Landwirtschaftskammern in Berlin.

## Leben
Johannes Frizen absolvierte nach dem Besuch der Freiherr-vom-Stein-Realschule in Bonn in eine landwirtschaftliche Ausbildung. Bereits 1972 übernahm er den elterlichen Betrieb in Alfter (Ramelshoven), den er auf die Erzeugung von Kernobst und die Zucht von Fleischrindern spezialisierte. Die Gärtnermeisterprüfung in der Fachrichtung Obstbau legte er 1975 ab. Seit 1976 züchtet Johannes Frizen mit großer Begeisterung Fleischrinder der Rassen Limousin und Blonde d’Aquitaine.
Er ist verheiratet und hat vier erwachsene Kinder.

## Ehrenämter
1995 wurde er zum Vorsitzenden des Fleischrinder-Herdbuches Bonn gewählt, dem Zuchtverband der Fleischrindezüchter aus NRW, Rheinland-Pfalz und dem Saarland. Ein Jahr später wurde er stellvertretender Vorsitzender des Bundesverbandes Deutscher Fleischrinderzüchter und Fleischrinderhalter, dessen Vorsitzender er 2002 bis 2017 war.
Das Engagement bei der Landwirtschaftskammer begann Johannes Frizen 1991 als Mitglied der Landwirtschaftskammer Rheinland. Von 1999 bis Ende 2003 war er deren Vizepräsident. Im Januar 2004 wurde er zum Vizepräsidenten der aus den beiden Landwirtschaftskammern Rheinland und Westfalen-Lippe neu entstandenen Landwirtschaftskammer Nordrhein-Westfalen und im darauffolgenden Jahr zu deren Präsidenten gewählt. Ende 2014 bestätigte ihn die Hauptversammlung der Landwirtschaftskammer für weitere drei Jahre in diesem Amt, das er bis zum 8. Dezember 2017 ausübte. Im März 2012 wurde Frizen in Berlin zum Präsidenten des Verbandes der Landwirtschaftskammern (VLK) in Deutschland gewählt. Im Januar 2018 wurde er durch Gerhard Schwetje, Präsident der Landwirtschaftskammer Niedersachsen, abgelöst. Weitere ehrenamtliche Aufgaben nimmt er als Kreislandwirt des Rhein-Sieg-Kreises wahr.

## Ehrungen
- 2015 wurde Johannes Frizen der Theodor-Brinkmann-Preis verliehen.[4]